# Chen Yann-Yeu
Chen Yann-Yeu (2 de mayo de 1995) es una deportista taiwanesa que compite en taekwondo. Ganó dos medallas en el Campeonato Asiático de Taekwondo en los años 2012 y 2014.

## Palmarés internacional
| Representando a China Taipéi |                              |                   |           |
| Campeonato Asiático          |                              |                   |           |
| Año                          | Lugar                        | Medalla           | Categoría |
| 2012                         | Ciudad Ho Chi Minh (Vietnam) | Medalla de oro    | –67 kg    |
| 2014                         | Taskent (Uzbekistán)         | Medalla de bronce | –73 kg    |